# Giorgos Alkeos

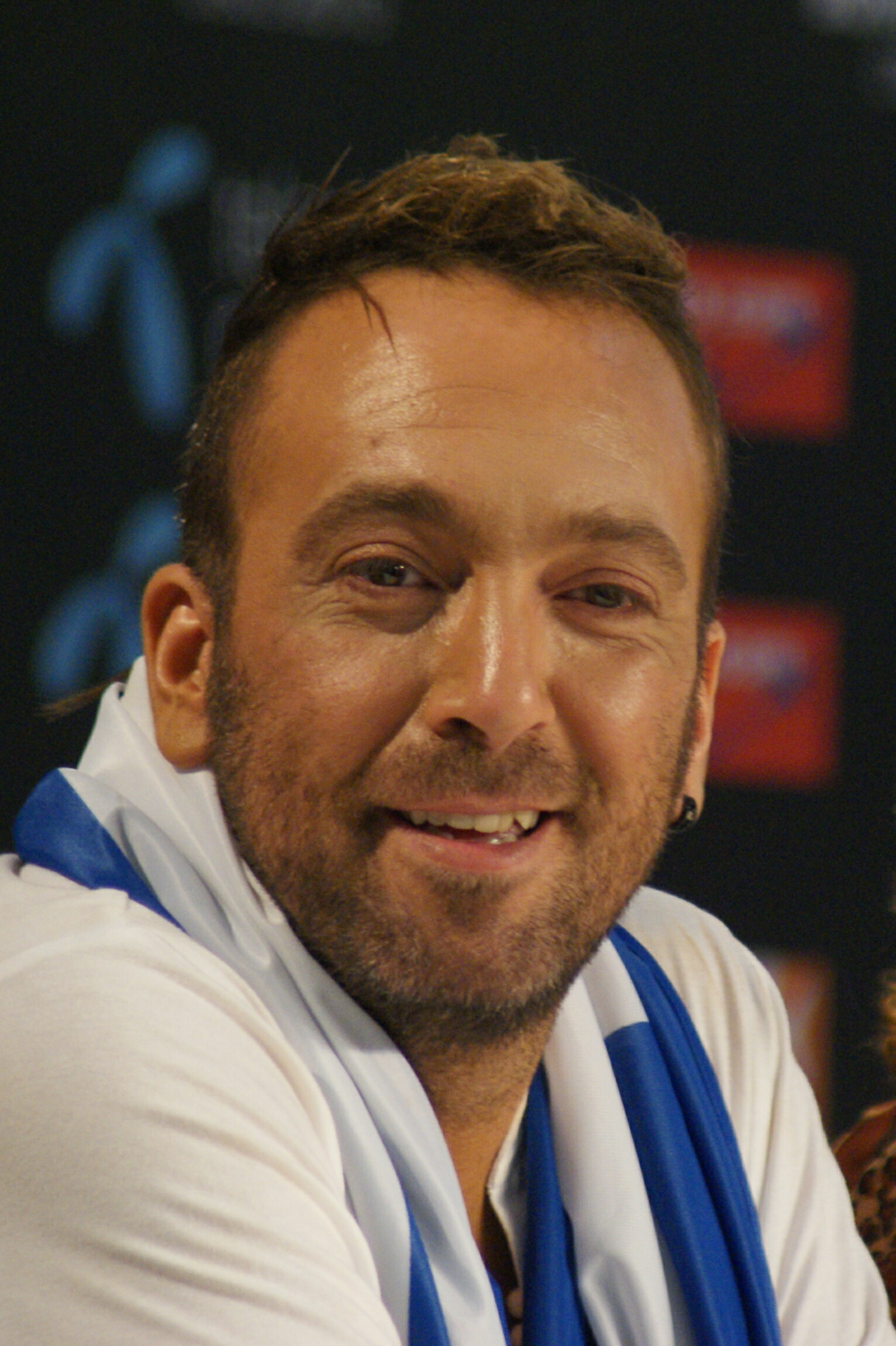
Giorgos Alkeos beim Eurovision Song Contest in Oslo (2010)

Giorgos Alkeos (griechisch Γιώργος Αλκαίος [ˈʝɔrɣɔs alˈkʲɛɔs]; auch: Yorgos Alkaios; * 24. Dezember 1971 in Athen) ist ein griechischer Popmusiker.

## Leben
Giorgos Alkeos kam in Athen, als Kind einer portugiesischen Mutter und eines griechischen Vaters zur Welt. Sein Vater ist der ebenfalls in den 1990er Jahren in Griechenland erfolgreiche Sänger Giannis Vassiliou. 
Die ersten 3 Lebensjahre verbrachte er in Boston, USA. Mit 3 Jahren wurde er, nach der Trennung der Eltern, vom Vater zurück nach Griechenland gebracht und wuchs dort im Haus seiner Großmutter in Chalandri auf. 

## Karriere
Seine Karriere begann 1989 mit einem Auftritt in einer griechischen Casting-Show. Nach einer kurzen Phase, in der er als Schauspieler tätig war, widmete er sich ganz der Musik. Für seine Solokarriere wählte er den Künstlernamen Alkeos. Erfolg war ihm schon mit seiner ersten Single Ti Ti beschieden.
Sein Werk zeichnet sich vor allem durch die Kombination klassischer griechischer Elemente mit moderner Pop-Musik aus.
Beim Eurovision Song Contest 2010 vertrat Alkaios Griechenland zusammen mit einigen anderen Sängern unter dem Namen Giorgos Alkeos & Friends mit dem Lied Opa!. Im Finale belegte die Formation den achten Platz.
Giorgos Alkeos hat auch zahlreiche Titel für andere Künstler geschrieben. Darunter das international erfolgreiche Stück Opa Opa, das von vielen Interpreten (z. B. Antique, Despina Vandi, Notis Sfakianakis) gesungen wurde.
Der Song Sirmatoplegma wurde als Hymne vom türkischen Fußballteam Galatasaray Istanbul ausgewählt und von Burak Aziz und der Sängerin Ishtar unter dem Namen Zirvedesin Galatasaray Te Quiero neu aufgenommen.

## Diskografie

### Alben
- 1992: Me Ligo...Trak
- 1993: Ah! Koita Me
- 1994: Den Peirazei
- 1995: Anef Logou
- 1996: Entos Eaftou
- 1997: En Psichro
- 1998: Ichi Siopis
- 1999: Sirmatoplegma
- 2000: Pro Ton Pilon
- 2001: Oxygono
- 2003: Kommatia Psichis
- 2004: Special Edition
- 2006: Nichtes Apo Fos
- 2007: Eleftheros
- 2008: To Diko Mas Paramithi
- 2021: Mosaic

### Kompilationen
- 1999: Ta Dika Mou Tragoudia – The Best Of ’92-’99
- 2002: Ta Tragoudia Mou
- 2011: Déjà-Vu

### Livealben
- 2005: Live Tour

### EPs
- 1998: 5 Καινούργια Τραγούδια Από Το Επερχόμενο Album
- 1998: The Remixes
- 2002: Karma
- 2010: Dos Mou Ligo Fos
- 2010: Opa

### Singles (Auswahl)
- 1992: Ti Ti (Original: Cheb Khaled – Didi)
- 1996: Me 2 Marmarina Filia
- 1997: Matia Thlimmena
- 1998: Syghorese Me
- 1999: Sirmatoplegma
- 2001: S' Agapao
- 2010: Opa